# Domenico Ludovico
Domenico Ludovico (Borbona, 10 febbraio 1905 – Roma, 8 novembre 1991) è stato un generale, aviatore e scrittore italiano, che dopo la fine della seconda guerra mondiale ricoprì svariati incarichi all'interno della neocostituita Aeronautica Militare, e fu un apprezzato studioso e scrittore di storia aeronautica, autore di numerosi libri.

## Biografia
Nacque a Borbona, in provincia di Rieti il 10 febbraio 1905, figlio di Sabatino, di professione carabiniere. Visse la sua giovinezza a Vittorito, paese in provincia dell'Aquila, fino a quando grazie ad una borsa di studio, riuscì a frequentare la facoltà d'ingegneria dell'Università di Roma.
Completato il biennio fisico-matematico, entrò nell'appena costituita Regia Accademia Aeronautica a Livorno, frequentando il '"1º Corso Aquila"'.
Uscito dall'Accademia nel 1924 si avviò alla carriera militare come ufficiale pilota in servizio permanente effettivo. 
Da settembre a ottobre 1937, con il grado di tenente colonnello, ebbe il comando interinale del 3º Stormo.
Nel corso del 1938 frequentò, insieme al parigrado Mario Aramu, la Scuola di guerra aerea di Firenze.
All'entrata in guerra dell'Regno d'Italia, avvenuta il 10 giugno 1940, prestava servizio come colonnello comandante del 38º Stormo Bombardamento Terrestre, allora equipaggiato con i trimotori Savoia-Marchetti S.M.81, di stanza a Valona. Alla testa del suo reparto combatte sul fronte fronte greco, ed il 20 dicembre 1940 guidò una formazione di nove aerei in una missione di bombardamento contro le postazioni greche nella zona di Piskali. La formazione italiana, priva di scorta, fu attaccata da nove caccia Gloster Gladiator della Royal Air Force. Il suo aereo fu colpito da numerosi proiettili che causarono la morte di tre componenti dell'equipaggio, ma egli riuscì a compiere un atterraggio di emergenza all'aeroporto di Berat, salvandosi dal successivo incendio insieme agli altri due membri superstiti. Per tale azione fu decorato con la Medaglia d'argento al valor militare, e successivamente, per i meriti avuti durante la Campagna di Grecia, della Croce di Cavaliere dell'Ordine militare d'Italia.
Dal 13 novembre 1941 al 31 marzo 1942 ricoprì l'incarico di comandante della base aerea di Cameri, in provincia di Novara sede del 7º Stormo.
Dopo la proclamazione dell'armistizio dell'8 settembre 1943 tornò in paese per sottrarsi alla cattura dei tedeschi. Con due altri ufficiali delle forze armate, il cugino Giacomo Pantaleone Golini e il cognato Egidio Civitareale decise di varcare la linea del fronte per raggiungere le forze alleate. Nelle vicinanze di Palena tutti e tre gli ufficiali furono catturati dai tedeschi e deportati in un campo di concentramento in Germania. Alla fine della guerra ritornò al servizio militare entrando nella neocostituita Aeronautica Militare in qualità di "Capo di Gabinetto" del Ministero. In seguito ricoprì anche gli incarichi di Sottocapo di Stato Maggiore dell'Aeronautica, comandante della IV Zona Aerea Territoriale di Bari e comandante generale della Difesa Aerea del Territorio Nazionale.
Fu anche un apprezzato autore di diversi libri di storia, che gli valsero il riconoscimento della "Medaglia d'oro per i benemeriti della cultura" e la Commenda della Legion d'onore della Repubblica Francese per meriti culturali.
Nel 1953 fu fondatore del "Comitato Pro Canne della Battaglia" con sede a Bari presso il Quartier Generale della IV Zona Aerea Territoriale da lui comandata.

## Pubblicazioni
- Fotografia aerea, Editoriale aeronautico, 1942.
- Materiale di volo: ad uso dei corsi allievi ufficiali di complemento dell'arma aeronautica, Editoriale aeronautico, 1943.
- Evoluzione del potere aereo, Associazione culturale aeronautica, 1949.
- L'aeroplano cosa è: soluzione ed evoluzione del problema del volo, Associazione culturale aeronautica, 1949.
- L'aeroplano; soluzione ed evoluzione del problema del volo, Associazione culturale aeronautica, 1952.
- Elettricismo divulgato,  Ali Nuove, 1958
- L'Aeroplano: evoluzione dell'aeronautica, introduzione all'astronautica, Ali Nuove, 1959.
- Dove Italia nacque, Ali Nuove, 1961.
- L'aerofotoarcheologia, s.n., 1964.
- San Giuseppe da Copertino "Il Santo dei Voli", Rivista Aeronautica, 1964.
- Pilotare: l'aeroplano, l'elicottero, Edizioni Cielo, 1966.
- Aviatori italiani da Roma a Tokyo nel 1920, Edizioni Etas Kompass, 1970.
- Aerodinamica divulgata, Libreria dell'Orologio, 1971.
- Gli aviatori italiani del bombardamento nella guerra 1915 - 1918, Stato Maggiore Aeronautica, 1980.
- La battaglia di Canne, Edizioni della Rosa, 1991.

### Annotazioni
1. ↑  I due ufficiali furono sostenitori della possibilità che i bombardieri in pattuglia potessero autonomamente difendersi contro i caccia.
2. ↑  Si trattava del capitano pilota Giulio Beccia, del 1º aviere mitragliere Libero Leta e del 1º aviere marconista Aldo Formica.
3. ↑  L'episodio è stato pubblicato in un volume intitolato I disperati. La tragedia dell'Aeronautica Italiana nella Seconda Guerra Mondiale dell'autore Gianni Rocca.
4. ↑  Mentre ricopriva tale incarico visitò le basi aeree e le scuole di pilotaggio degli Stati Uniti d'America dove ufficiali e sottufficiali italiani frequentavano corsi di aggiornamento e di specializzazione.

### Fonti
1. 1 2 3  Ufficio Storico Stato Maggiore dell'Aeronautica 1969, p. 119.
2. 1 2  Ludovico, Ferri 1980, p. 4.
3. 1 2  Shores, Cull, Malizia 2008, p. 22.
4. 1 2  Ludovico, Ferri 1980, p. 5.
5. ↑   I Comandanti di Cameri, su Circolo del 53, http://www.circolodel53.it/htm/index.htm. URL consultato il 15 settembre 2010 (archiviato dall'url originale il 24 novembre 2011).
6. ↑   Gen. Sq. Aerea Domenico Ludovico, su Comune di Vittorito, http://www.vittorito.net. URL consultato il 16 settembre 2010 (archiviato dall'url originale l'8 agosto 2010).
7. ↑  Sito web del Quirinale: dettaglio decorato.
8. ↑  Sito web del Quirinale: dettaglio decorato.